# Der Chaos-Dad
Der Chaos-Dad (Originaltitel That’s My Boy) ist eine US-amerikanische Filmkomödie aus dem Jahr 2012 mit Adam Sandler, Andy Samberg, und Leighton Meester in den Hauptrollen. Der Film kam am 4. Juni 2012 in die amerikanischen und am 27. September 2012 in deutschen Kinos.

## Handlung
Im Jahr 1984 hat der 13-jährige Donny Berger eine Affäre mit seiner 22-jährigen Lehrerin Mary McGarricle, und die beiden werden bei einer Schulversammlung beim Sex erwischt. Monate später wird die hochschwangere Mary zu 30 Jahren Haft verurteilt. Das Sorgerecht für das Kind soll Donny bekommen, sobald er das 18. Lebensjahr erreicht hat. Donny erlangt kurzzeitig in den Medien Berühmtheit und verdient eine Menge Geld. Doch irgendwann verebbt das Medieninteresse und er gerät wieder in Vergessenheit. Zu seinem Sohn, den er Han Solo Berger genannt hat, verliert er jeglichen Kontakt.
Im Jahr 2012 ist Donny ein 42-jähriger Faulpelz, der all sein Geld bereits wieder auf den Kopf gehauen hat. Er trinkt ständig Bier und verbringt seine Zeit gerne in einem Stripclub mit seinen Freundinnen, der Stripperin Champale und deren Tochter Brie. Donnys Sohn verweigert immer noch den Kontakt zu seinem Vater und hat all seinen Bekannten erzählt, dass seine Eltern bei einer Explosion ums Leben gekommen sind, als er noch ein Kind war. Er hat seinen Namen in Todd Peterson geändert und arbeitet inzwischen erfolgreich als Finanzfachmann. Privat steht er kurz vor der Hochzeit mit seiner Freundin Jamie.
Donnys Rechtsanwalt teilt ihm mit, dass er durch seinen verschwenderischen Lebensstil 43.000 Dollar Steuerschulden hat und ihm drei Jahre Haft drohen, sollte er das Geld nicht bis Ende der Woche zurückzahlen. Daraufhin setzt Donny seine letzten zwanzig Dollar auf den Sieg des schwer übergewichtigen Athleten Tubby Tuke bei einem anstehenden Marathon. Er merkt jedoch schnell, dass er noch einen anderen Plan braucht und wendet sich an den Fernsehproduzenten Randall Morgan, der für Donny in seiner kurzen Phase der Berühmtheit mehrere Shows produziert hat. Dieser bietet ihm 50.000 Dollar, wenn er ein Wiedersehen zwischen seinem Sohn Han Solo und Ms. McGarricle im Frauengefängnis organisieren kann.
Todd steht kurz vor der Hochzeit im Hause seines Chefs, Steve Spirou, auf Cape Cod. Donny kreuzt nach Jahren der Kontaktlosigkeit auf Cape Cod auf und versucht, Todd zur Teilnahme an dem Wiedersehen zu überreden. Da Todd seinen Freunden und den Eltern von Jamie bereits erzählt hatte, dass seine Eltern tot seien, stellt er Donny als einen alten Freund vor. Donny macht sich durch seine unkonventionelle und lockere Art bei allen schnell beliebt und wird von Todds Freund Phil sogar zur Rolle des Trauzeugen überredet. Donny versucht immer noch, Todd zum Besuch im Gefängnis zu bewegen, verschweigt aber, dass der Besuch für Morgans Fernsehshow gefilmt würde. Todd lehnt ab und regt sich immer mehr über die Unreife seines Vaters auf. Donny zeigt Reue und sagt, dass er damals selbst noch ein Kind war und nicht wusste „wie man ein Vater ist“. Als er später mitbekommt, wie Jamie Todd anschreit, ermutigt er Todd dazu, sich nicht immer alles gefallen zu lassen und sich angemessen zu verteidigen. Todd nimmt den Rat an und provoziert am folgenden Tag bei der Hochzeitsprobe in der Kirche eine Schlägerei mit dem rüstigen Priester. Donny muss Todd retten und schlägt den Priester mit einer Flasche bewusstlos.
Später begleitet Donny Todd und seine anderen Freunde zu dem Junggesellenabschied, der sich als ein von Phil organisierter Besuch in einem Spa entpuppt. Donny ist verärgert, dass es keinen Alkohol gibt und überzeugt die Gruppe, stattdessen mit ihm in den Stripclub zu gehen. Kurz bevor er geht, hat er noch schnell Sex mit der Spa-Betreiberin Mrs. Ravensdale. Die Gruppe feiert im Stripclub weiter, wo sich alle betrinken und auch high werden. Todd versteht sich sehr gut mit der Barkeeperin Brie. Als es spät wird, schickt Donny die anderen Gäste nach Hause; Phil jedoch bleibt und erhält einen Blowjob von einer unfallgeschädigten Stripperin. Später treffen sich Donny und Todd noch mit dem Rapper Vanilla Ice, einem alten Freund von Donny. Nachdem Donny sich bei Ice dafür entschuldigt, mit seiner Mutter geschlafen zu haben, feiern die drei die ganze Nacht lang weiter. Zum Schluss gehen sie wieder zurück zu dem Haus, in dem die Hochzeit stattfinden wird, wo Donny und Ice Sex mit der Mutter von Todds Chef haben und der stark alkoholisierte Todd auf eine Schaufensterpuppe ejakuliert, die Jamies Hochzeitskleid trägt. Als er fertig ist, erbricht er sich auch noch über das Kleid. Während der Nacht sind sich Donny und Todd wieder näher gekommen und Todd stimmt sogar zu, seine Mutter im Gefängnis zu besuchen. Donny, der Schuldgefühle hat, da er Todd nichts von dem dort wartenden Fernsehteam gesagt hat, versucht Todd zu überreden, nicht zum Gefängnis zu fahren.
Am nächsten Tag zwingt Jamie Todd, das Hochzeitskleid zur Reinigung zu bringen. Er entscheidet sich dazu, seine Mutter trotz Donnys Warnung zu besuchen. Donny rast ebenfalls zum Gefängnis, um das Treffen zu verhindern, kommt aber zu spät an, so dass Randalls Kamerateam Todd, Donny und Ms. McGarricle aus dem Hinterhalt filmen kann. Der aufgebrachte Todd verlässt das Gefängnis, verweigert jedoch vorher noch eine Freigabe-Unterschrift für das Gefilmte. Somit bekommt Donny kein Geld für das Treffen.
Donny kehrt zu dem Hochzeits-Haus zurück, um seine Sachen zu holen. Dort belauscht er Jamie am Telefon, die gerade darüber redet, dass sie Todd mit seinem Chef betrügt. Dies will er Todd mitteilen, aber Jamie erklärt das Ganze überzeugend zum Missverständnis. Danach verlässt Donny Cape Cod und geht zurück zu seinem Stripclub, wo ihn sein Freund Kenny zu einer Entschuldigung gegenüber Jamie überredet. Donny stimmt zu und fährt zu dem Hotel, in dem Jamie wohnt, nur um sie dort in flagranti beim Sex mit ihrem Bruder Chad zu erwischen. Jamie gibt Donny gegenüber auch zu, dass sie doch Sex mit Todds Chef hatte. Um zu verhindern, dass Donny Todd diese Neuigkeiten erzählt, gibt sie ihm das nötige Geld, um seine Schulden zu bezahlen.
Wenig später denkt Donny über seine Entscheidung nach und kommt zu dem Schluss, dass er die Hochzeit trotzdem stoppen muss. Er und Vanilla Ice unterbrechen die laufende Zeremonie und Donny offenbart allen Gästen, dass er Todds Vater ist. Er zerreist den Scheck, den er für seine Schweigsamkeit von Jamie erhalten hat, und drängt sie dazu, Todd die Wahrheit zu sagen. Als Todd erfährt, dass Jamie Sex mit ihrem Bruder hat, ist er geschockt und enthüllt seine wahre Identität. Er akzeptiert Donny als seinen Vater und nimmt sogar seinen alten Namen Han Solo Berger wieder an. Jamie fleht Han Solo an, sie trotzdem zu heiraten und verspricht, sich zu ändern, aber Han lehnt ab. Des Weiteren teilt er seinem Chef mit, dass er kündigt. Vanilla Ice offenbart Han, dass Jamie auch noch mit seinem Boss geschlafen hat. Dieser verleugnet dies nicht, ist aber ebenfalls von der Tatsache angeekelt, dass Jamie Inzest begangen hat. Han sagt daraufhin seinem Chef, dass es für ihn kein Problem sei, dass dieser mit Jamie geschlafen habe, da Vanilla Ice und Donny beide mit seiner Mutter geschlafen hätten. Die wutentbrannte Jamie attackiert Donny mit einem Messer, dieser jedoch schlägt sie, wie auch schon den Priester, mit einer Flasche bewusstlos. Jamies Bruder versucht ebenfalls, Donny anzugreifen und diesmal hilft Han seinem Vater. Als Jamies Bruder sich erneut aufrappelt und versucht, Han anzugehen, wird er vom Priester zu Boden geschlagen und bleibt diesmal liegen. Han, Vanilla Ice und Donny verlassen im Auto von Ice die Hochzeit.
Am nächsten Tag teilt Han Donny mit, dass er mit der Barkeeperin Brie zusammen ist. Außerdem bietet er Donny das dringend benötigte Geld an. Dieser lehnt mit der Begründung ab, dass es für ihn nun an der Zeit sei, erwachsen zu werden und Verantwortung zu übernehmen. Donny macht sich bereit, ins Gefängnis zu gehen und plant, seine Beziehung zu Ms. McGarricle wieder aufleben zu lassen, wenn beide 2015 freikommen werden. Plötzlich sieht man im Fernsehen wie Tubby Tuke, der Läufer auf den Donny anfänglich 20 Dollar gesetzt hat, das Rennen überraschend für sich entscheiden kann und Donny somit einen Gewinn in Höhe von 160.000 Dollar beschert. Dieser Betrag ist mehr als genug, um ihn vor dem Gefängnis zu bewahren.

## Hintergrund
Der Film wurde von Sandlers eigener Produktionsfirma Happy Madison Productions und von Relativity Media produziert. Premiere hatte der von Columbia Pictures vertriebene Film am 4. Juni 2012 im kalifornischen Westwood.
In den Vereinigten Staaten hieß der Film vorerst I Hate You, Dad. Danach wurde der Titel zu Donny’s Boy und schließlich zu That’s My Boy geändert.
Mehrere bekannte Schauspieler hatten kleine Rollen in dem Film. So spielte beispielsweise Ian Ziering die Rolle des Fernseh-Donnys; Milo Ventimiglia die Rolle von Chad, Jamies Bruder; und Will Forte spielte Phil, Todds Freund. Tony Orlando spielt Steve Spirou, Todds Chef, der ihm das Haus für die Hochzeit zur Verfügung stellt; James Caan spielt Priester McNally; Alan Thicke Donnys Vater im Fernsehen. Rachel Dratch stellt Phils Ehefrau dar, Blake Clark Gerald, Nick Swardson Kenny, Baron Davis den Sportlehrer, Dennis Dugan einen Hausmeister der Schule und Jackie Sandler eine Masseuse. Jackie Sandler ist im echten Leben die Frau von Adam Sandler. Außerdem sieht man noch kurz Todd Bridges, der sich selbst spielt.
Die ältere Mary McGarricle wird gespielt von Susan Sarandon, ihre junge Version des Jahres 1984 von Eva Amurri, die im echten Leben Sarandons Tochter ist, so dass sich die beiden tatsächlich ähnlich sehen.
Gedreht wurde für Der Chaos-Dad in Massachusetts in den Vereinigten Staaten, in der Nähe von Boston, Everett, Peabody, Lynn, Brockton, Stoughton und auch auf Cape Cod. Der Film hatte ein Budget von 70 Millionen US-Dollar zur Verfügung, konnte jedoch nur 57,7 Millionen US-Dollar einspielen und somit seine Kosten nicht decken.
Durch die MTV Movie Awards 2012 wurde auch für den Film geworben, indem Adam Sandler, Andy Samberg, und Leighton Meester die Moderatoren für Bester Kuss waren. Am 1. Juni 2012 lud Samberg auf den YouTube-Account seiner Comedy-Truppe The Lonely Island einen selbst zusammengeschnittenen Trailer des Films hoch.

## Rezeption
Der Film hat von Kritikern überwiegend negative Kritiken erhalten und stieß vor allem in den Vereinigten Staaten wegen seiner komödiantischen Darstellung von Pädophilie, Inzest und sexuellem Missbrauch von Jugendlichen auf starke Kontroversität und Kritik.

„Eine derbe, extrem zotige Komödie, die mit exzessivem Gestus von Misogynie über Sex bis Drogen alles ausschlachtet, was moralisch-sittlich irgendwie anstößig ist, und zugleich immer wieder mit der Amoralität der Handlung kokettiert.“

## Auszeichnungen
Teen Choice Awards 2012
Nominierungen:
- Choice Summer Movie: Comedy/Music
- Choice Summer Movie Star – Männlich: Adam Sandler
- Choice Summer Movie Star – Weiblich: Leighton Meester

Goldene Himbeere 2013
Gewinner:
- Schlechtester Schauspieler: Adam Sandler
- Schlechtestes Drehbuch: David Caspe und die nicht im Abspann erwähnten Adam Sandler, Tim Herlihy, Robert Smigel, David Wain und Ken Marino

Nominierungen:
- Schlechtester Film
- Schlechteste Regie: Sean Anders
- Schlechtester Nebendarsteller: Nick Swardson und Vanilla Ice
- Schlechteste Filmpaarung: Adam Sandler und entweder Leighton Meester, Andy Samberg oder Susan Sarandon
- Schlechtestes Ensemble: Die gesamte Besetzung des Films